# Emil Ferdinand Dahl
Emil Ferdinand Dahl (født 11. juni 1817 i København, død 25. oktober 1879) var en dansk guldsmed.
Dahl blev født i København, hvor hans fader, Johan Gustav Adolph Dahl, var skræddermester; moderen var Else Marie f. Grønbech. Efter at have udlært rejste han til udlandet, hvor han arbejdede i Wien, Berlin, Paris og London. I 1847 gjorde han en mesterstykke, i 1849 tog han borgerskab, og i 1850 etablerede han sig i København.
Dahl har særlig betydning derved, at han i 1862 var den første danske guldsmed der på Verdensudstillingen i London, viste Europa danske smykker i oldnordisk stil. I 1863 blev han udnævnt til hofjuvelér.
Den 18. januar 1851 blev han gift med Jacobine Cathrine Lund (født 24. oktober 1827), som var en datter af skræddermester Lund. De fik 10 børn sammen, 6 drenge og 4 piger.